# Malcolm Hill
Malcolm Hill (St. Louis, 26 ottobre 1995) è un cestista statunitense.

## Statistiche

### NCAA
| Anno      | Squadra                  | PG  | PT  | MP   | TC%  | 3P%  | TL%  | RP  | AP  | PRP | SP  | PP   |
| --------- | ------------------------ | --- | --- | ---- | ---- | ---- | ---- | --- | --- | --- | --- | ---- |
| 2013-2014 | Illinois Fighting Illini | 35  | 12  | 14,1 | 38,3 | 34,1 | 77,0 | 2,4 | 0,7 | 0,3 | 0,1 | 4,4  |
| 2014-2015 | Illinois Fighting Illini | 33  | 32  | 30,6 | 44,3 | 38,9 | 78,1 | 4,8 | 1,3 | 0,8 | 0,2 | 14,4 |
| 2015-2016 | Illinois Fighting Illini | 34  | 33  | 35,1 | 43,6 | 31,4 | 82,1 | 6,6 | 3,3 | 1,2 | 0,4 | 18,1 |
| 2016-2017 | Illinois Fighting Illini | 35  | 35  | 33,3 | 43,4 | 35,5 | 78,4 | 5,1 | 2,9 | 1,2 | 0,4 | 17,2 |
| Carriera  | Carriera                 | 137 | 112 | 28,2 | 43,3 | 35,1 | 79,5 | 4,7 | 2,1 | 0,9 | 0,3 | 13,5 |

#### Massimi in carriera
- Massimo di punti: 40 vs Northern Kentucky (13 novembre 2016)[1]
- Massimo di rimbalzi: 14 vs Rutgers (3 febbraio 2016)
- Massimo di assist: 8 vs Northwestern (13 febbraio 2016)
- Massimo di palle rubate: 4 (3 volte)
- Massimo di stoppate: 3 vs South Dakota (19 dicembre 2015)
- Massimo di minuti giocati: 49 vs Rutgers (3 febbraio 2016)

### NBA

#### Regular season
| Anno      | Squadra       | PG | PT | MP   | TC%  | 3P%  | TL%  | RP  | AP  | PRP | SP  | PP  |
| --------- | ------------- | -- | -- | ---- | ---- | ---- | ---- | --- | --- | --- | --- | --- |
| 2021-2022 | Atlanta Hawks | 3  | 0  | 15,3 | 62,5 | 60,0 | 100  | 2,0 | 0,3 | 1,3 | 0,3 | 5,7 |
| 2021-2022 | Chicago Bulls | 16 | 0  | 10,4 | 43,2 | 32,3 | 70,0 | 1,8 | 0,4 | 0,2 | 0,1 | 3,4 |
| 2022-2023 | Chicago Bulls | 5  | 0  | 1,8  | 50,0 | 33,3 | -    | 0,6 | 0,0 | 0,0 | 0,0 | 1,0 |
| Carriera  | Carriera      | 24 | 0  | 9,2  | 46,4 | 35,9 | 78,6 | 1,6 | 0,3 | 0,3 | 0,1 | 3,2 |

#### Massimi in carriera
- Massimo di punti: 13 vs Chicago Bulls (29 dicembre 2021)[2]
- Massimo di rimbalzi: 8 vs Memphis Grizzlies (17 gennaio 2022)
- Massimo di assist: 3 vs Minnesota Timberwolves (10 aprile 2022)
- Massimo di palle rubate: 3 vs Chicago Bulls (29 dicembre 2021)
- Massimo di stoppate: 1 (3 volte)
- Massimo di minuti giocati: 30 vs Memphis Grizzlies (17 gennaio 2022)

### G League
| Anno      | Squadra          | PG  | PT | MP   | TC%  | 3P%  | TL%  | RP  | AP  | PRP | SP  | PP   |
| --------- | ---------------- | --- | -- | ---- | ---- | ---- | ---- | --- | --- | --- | --- | ---- |
| 2021-2022 | Birm. Squadron   | 14  | 12 | 31,6 | 51,5 | 39,8 | 81,0 | 6,1 | 1,6 | 1,6 | 0,4 | 16,8 |
| 2021-2022 | Windy City Bulls | 8   | 8  | 33,1 | 51,6 | 39,6 | 87,5 | 6,9 | 3,4 | 1,1 | 0,3 | 18,1 |
| 2022-2023 | Windy City Bulls | 23  | 23 | 33,9 | 42,7 | 34,9 | 83,3 | 5,6 | 2,9 | 1,7 | 0,4 | 15,4 |
| 2022-2023 | Birm. Squadron   | 9   | 9  | 33,3 | 41,0 | 37,7 | 84,0 | 6,1 | 2,3 | 1,1 | 0,3 | 15,4 |
| 2023-2024 | Birm. Squadron   | 46  | 46 | 34,4 | 47,6 | 41,7 | 89,9 | 6,2 | 2,9 | 1,5 | 0,3 | 21,9 |
| Carriera  | Carriera         | 100 | 98 | 33,7 | 46,8 | 39,5 | 87,4 | 6,1 | 2,7 | 1,5 | 0,3 | 18,8 |